# Třída Maine
Třída Maine byla třída predreadnoughtů amerického námořnictva. Celkem byly postaveny tři jednotky této třídy. Ve službě byly od roku 1902. Jednalo se o vylepšenou verzi předcházející třídy Illinois, po nástupu éry dreadnoughtů však tyto lodě rychle zastaraly. Po vyřazení byly sešrotovány.

## Stavba
Celkem byly v letech 1899–1904 postaveny tři jednotky této třídy, pojmenované USS Maine, USS Missouri a USS Ohio. 
Jednotky třídy Maine:
| Jméno    | Loděnice                                      | Založení kýlu  | Spuštěna          | Vstup do služby   | Poznámka                              |
| -------- | --------------------------------------------- | -------------- | ----------------- | ----------------- | ------------------------------------- |
| Maine    | William Cramp & Sons, Filadelfie              | 15. února 1899 | 27. července 1901 | 29. prosince 1902 | Vyřazena 1920. Do šrotu prodána 1922. |
| Missouri | Newport News Shipbuilding and Drydock Company | 7. února 1900  | 28. prosince 1901 | 1. prosince 1903  | Vyřazena 1919. Do šrotu prodána 1922. |
| Ohio     | Union Iron Works, San Francisco               | 22. dubna 1899 | 18. května 1901   | 4. října 1904     | Vyřazena 1922. Do šrotu prodána 1923. |

## Konstrukce

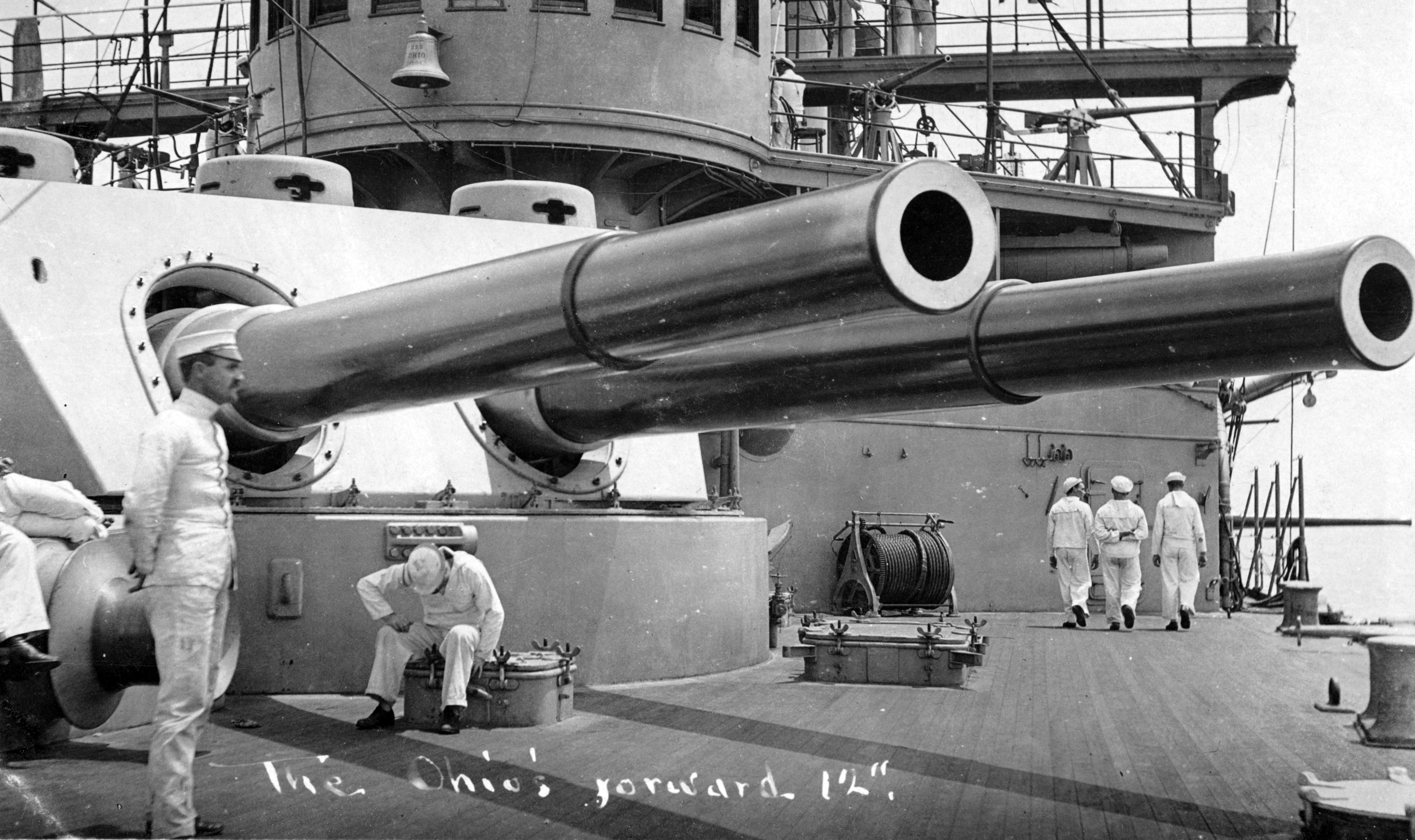
Dělové věže bitevní lodě USS Ohio (BB-12)

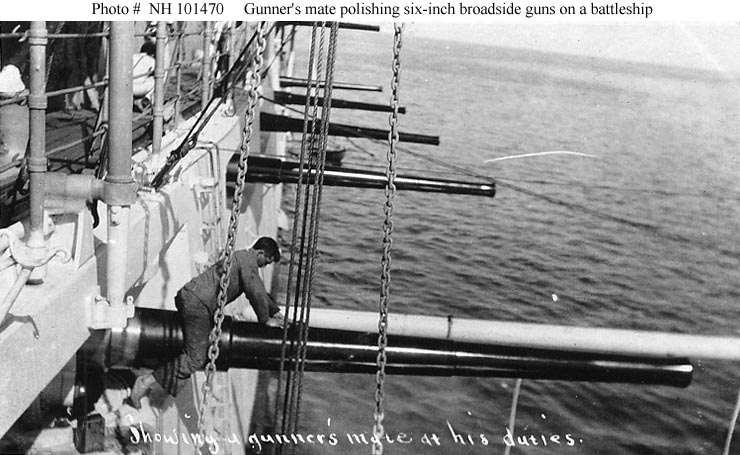
Boční baterie 152mm kanónů

Hlavní výzbroj tvořily čtyři 305mm kanóny umístěné ve dvoudělových věžích na přídi a na zádi. Sekundární výzbroj šestnácti 152mm kanónů byla umístěna v kasematách. Lehkou výzbroj představovalo šest 76mm kanónů, osm 57mm kanónů a šest 37mm kanónů. Dále byly neseny dva 457mm torpédomety. Pohonný systém tvořilo 24 kotlů Niclausse (Missouri a Ohio měly 12 kotlů Thornycroft) a dva parní stroje s trojnásobnou expanzí o výkonu 16 000 ihp, pohánějící dva lodní šrouby. Nejvyšší rychlost dosahovala 18 uzlů.

### Modernizace
V letech 1909-1911 byly modernizovány. Dodatečně byly vybaveny mřížovými stožáry. Maine zároveň dostala 12 kotlů Babcock and Wilcox. Roku 1919 bylo odstraněno osm 152mm kanónů a všechny 76mm kanóny. Zároveň byly přidány tři protiletadlové 76mm kanóny.

## Služba

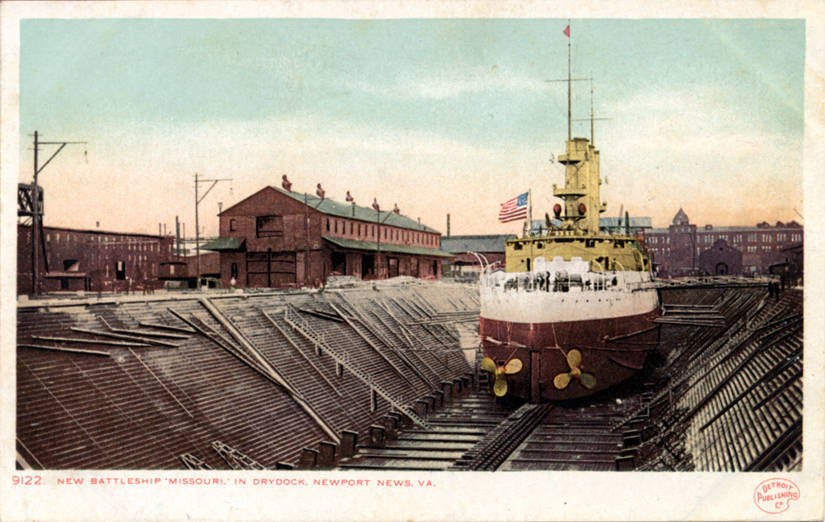
USS Missouri (BB-11)

V letech 1907-1909 se všechny tři účastnily plavby „Great White Fleet“ kolem světa. Ohio se roku 1914 podílela na americké okupaci mexického přístavu Veracruz. Za první světové války všechny lodě sloužily ve výcviku. Po válce byly vyřazeny a v letech 1922–1923 prodány k sešrotování v souladu s výsledky Washingtonské konference.